# 관세형사청

관세형사청(독일어: Zollkriminalamt; ZKA 촐크리미날람트[*])은 독일 연방재무부 산하의 법집행기관이다. 대외무역을 전국적으로 감시하고 EU 시장규제를 위반하는 사항이나 불법적 기술유출, 마약 밀수, 돈세탁 등을 적발한다.
하위 기관으로 관세검사청(독일어: Zollfahndungsamt; ZFA)을 두고 있다. 베를린, 드레스덴, 에센, 프랑크푸르트암마인, 함부르크, 하노버, 뮌헨, 슈투트가르트에 8개 ZFA가 존재한다.
범죄 증가 추세에 따라 1997년 산하 기동부대로 중앙관세지원집단(ZUZ)을 창설했다.